# Église Sainte-Marie (Hamina)
Pour les articles homonymes, voir Église Sainte-Marie.
L'église Sainte-Marie (finnois : Marian kirkko) auparavant église de Vehkalahti (finnois : Vehkalahden kirkko) est une église construite à Vehkalahti dans la commune d'Hamina en Finlande.

## Histoire
Le plus ancien document concernant les églises de Vehkalahti est une lettre du châtelain de Viipuri datant du 2 février 1396.
L'église en pierre actuelle a probablement été construite  entre 1430 et 1470 par le maître de Pernå qui a conçu entre autres l'église de Pyhtää, l'église de Pernå, l'ancienne église de Sipoo et la cathédrale de Porvoo.
À cause de sa localisation, l'église est dévalisée et incendiée par deux fois pendant les guerres au XVIe siècle.
Les décorations des voûtes et des murs sont endommagées et les autres objets de valeur disparaissent.
Plus tard quand la ville d'Hamina se développe, l'église sert les fidèles ruraux et les citadins de langue finnoise car les suédophones ont leur propre église.
L'église brûle à nouveau pendant l'incendie d'Hamina de 1821.
Le bâtiment de style gothique est alors rénové par Carl Ludvig Engel et l'église de style Empire est prête en 1828. 
Avant cet incendie le clocher est séparé mais après la rénovation le clocher est intégré dans l'édifice.
L'église sera à nouveau restaurée en 1963 par Veikko Leistén,.

## Galerie

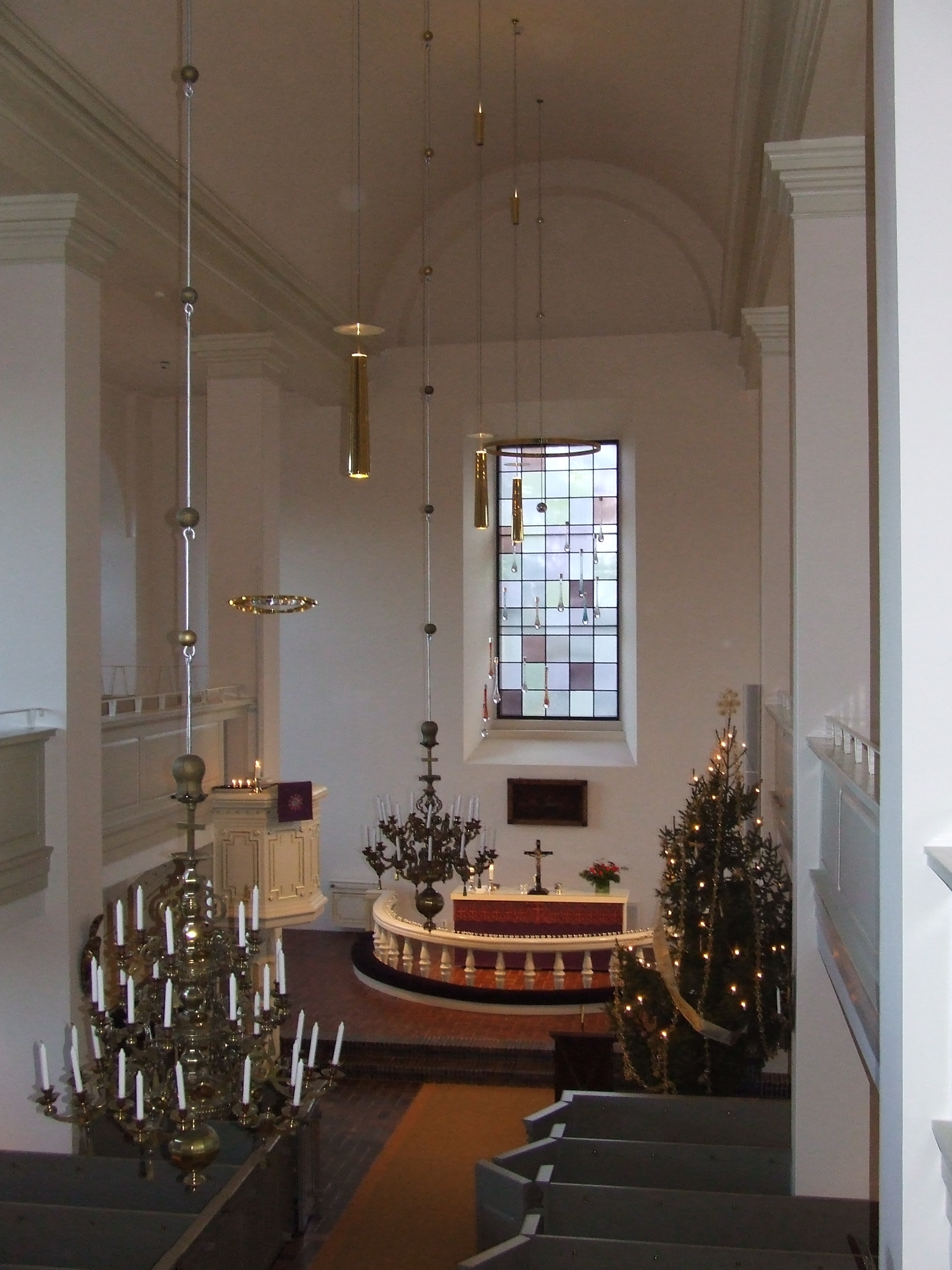
Vue intérieure.
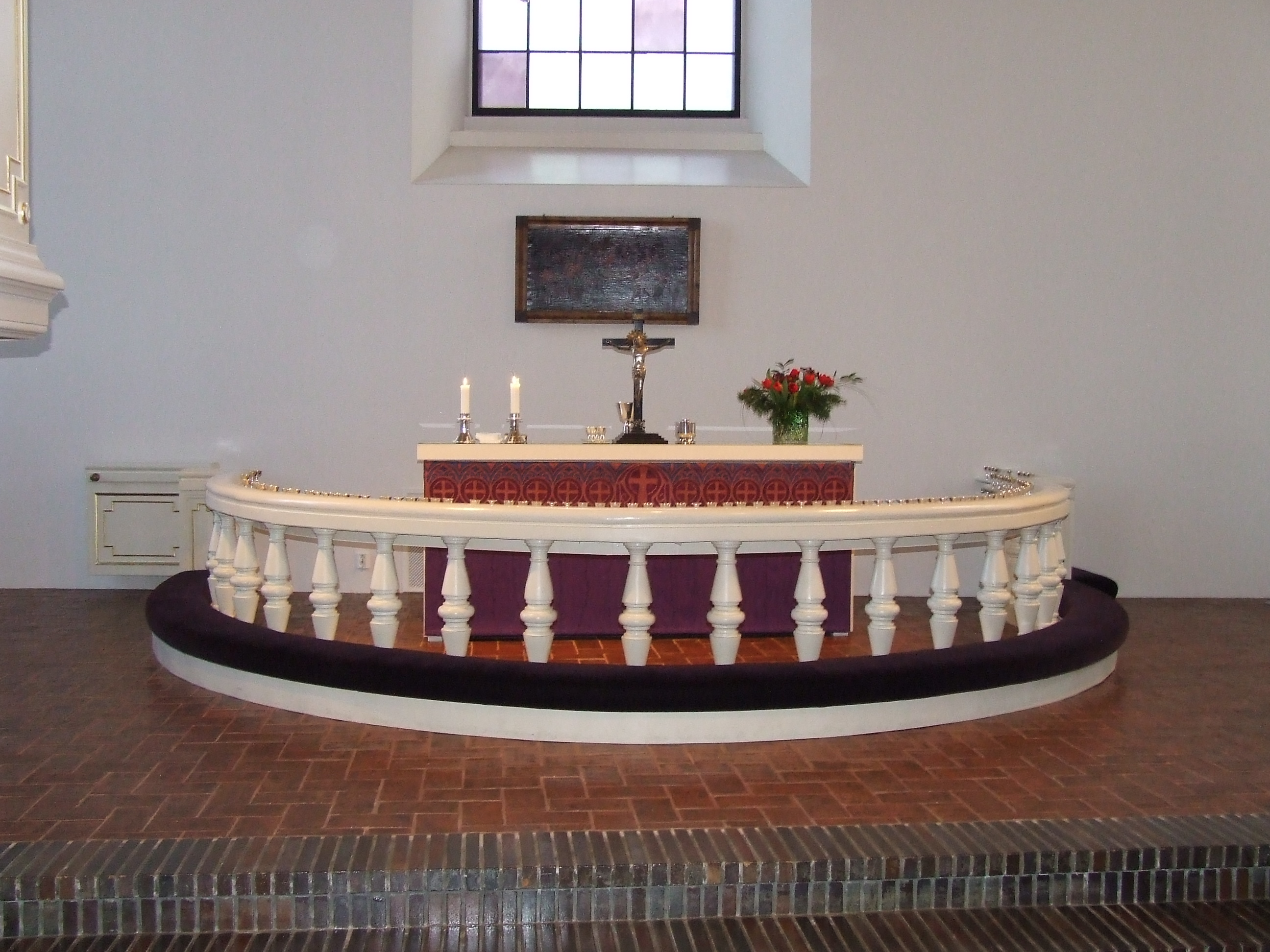
L'autel.
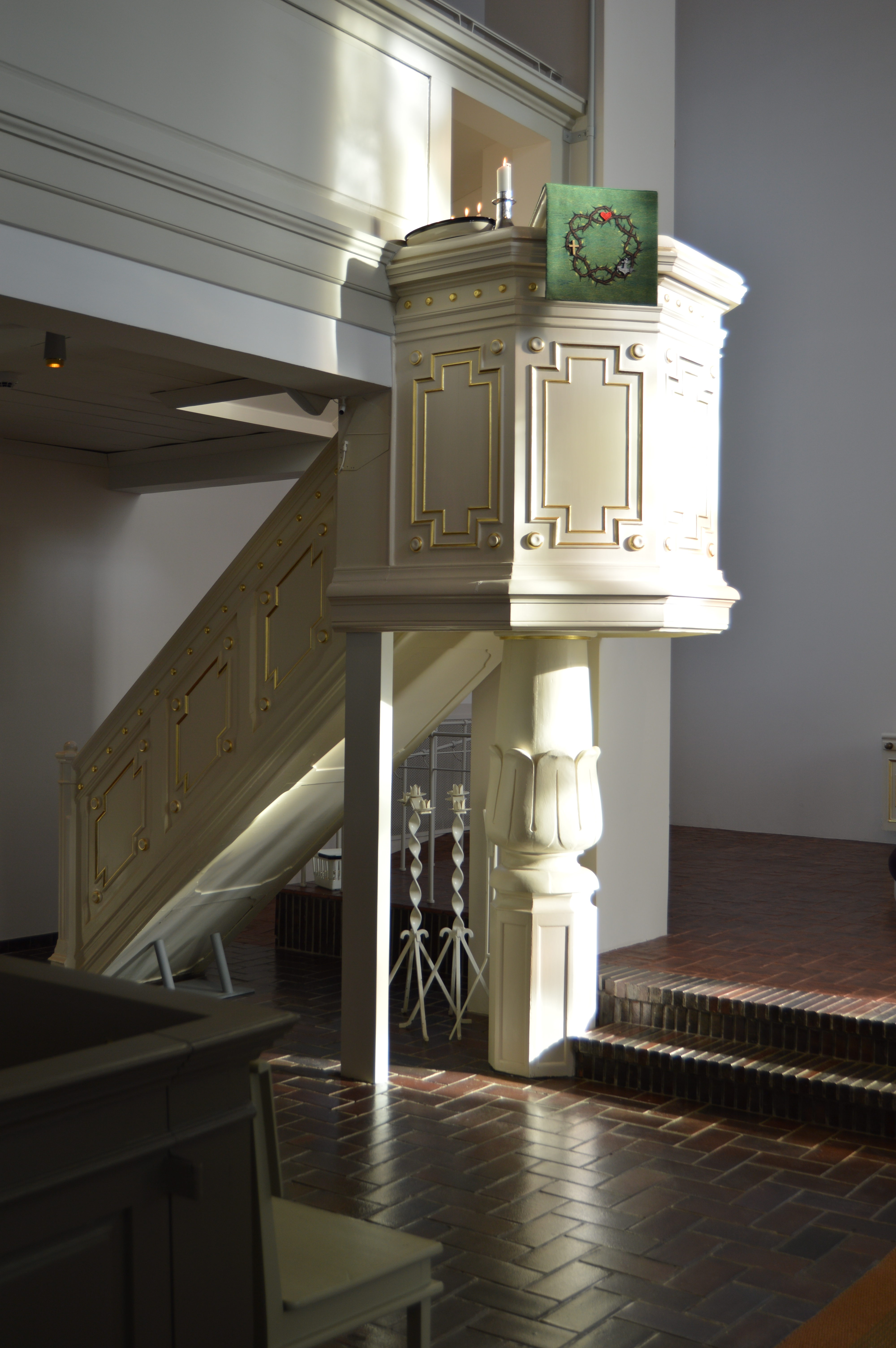
La chaire.
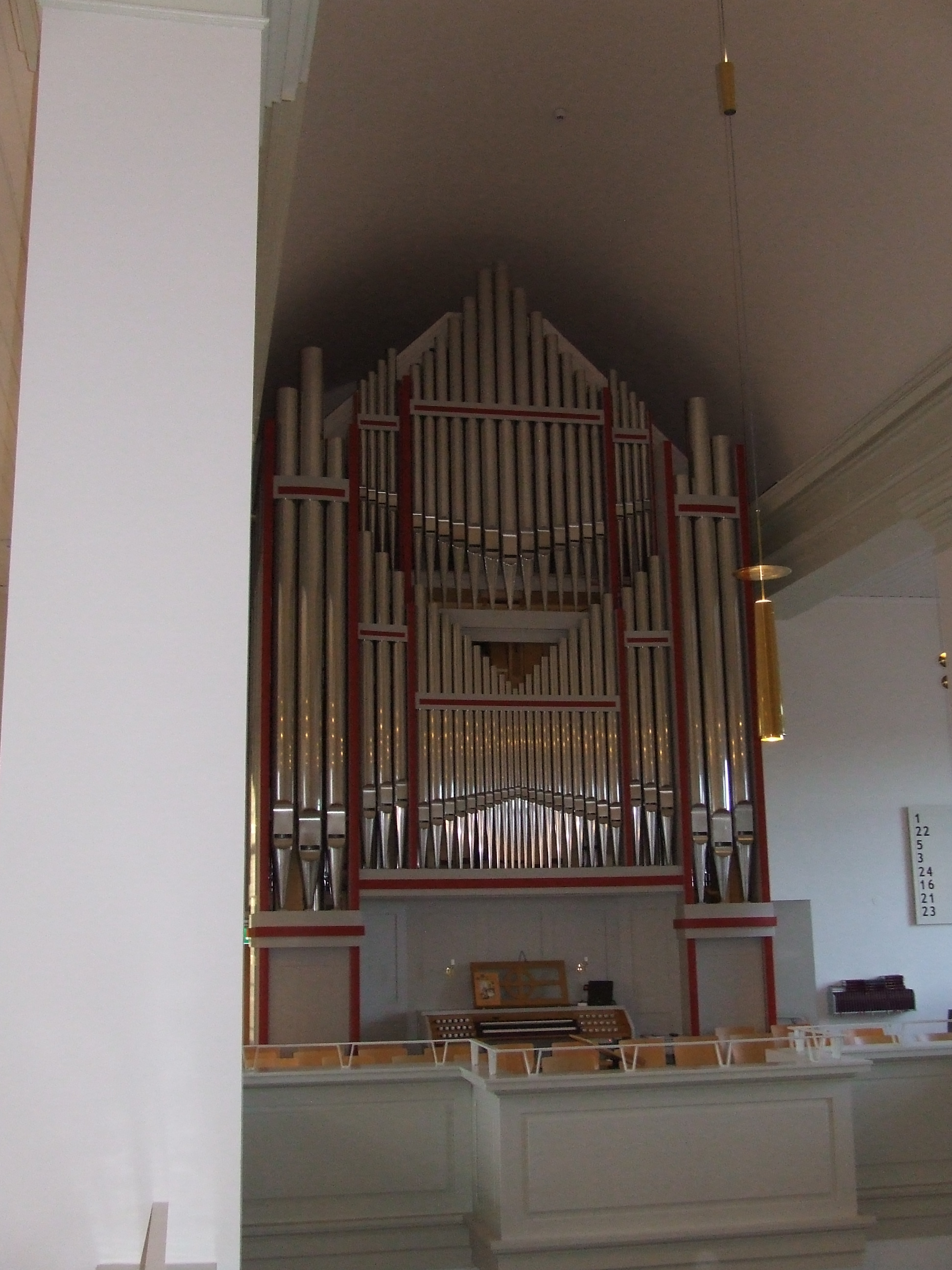
L'orgue
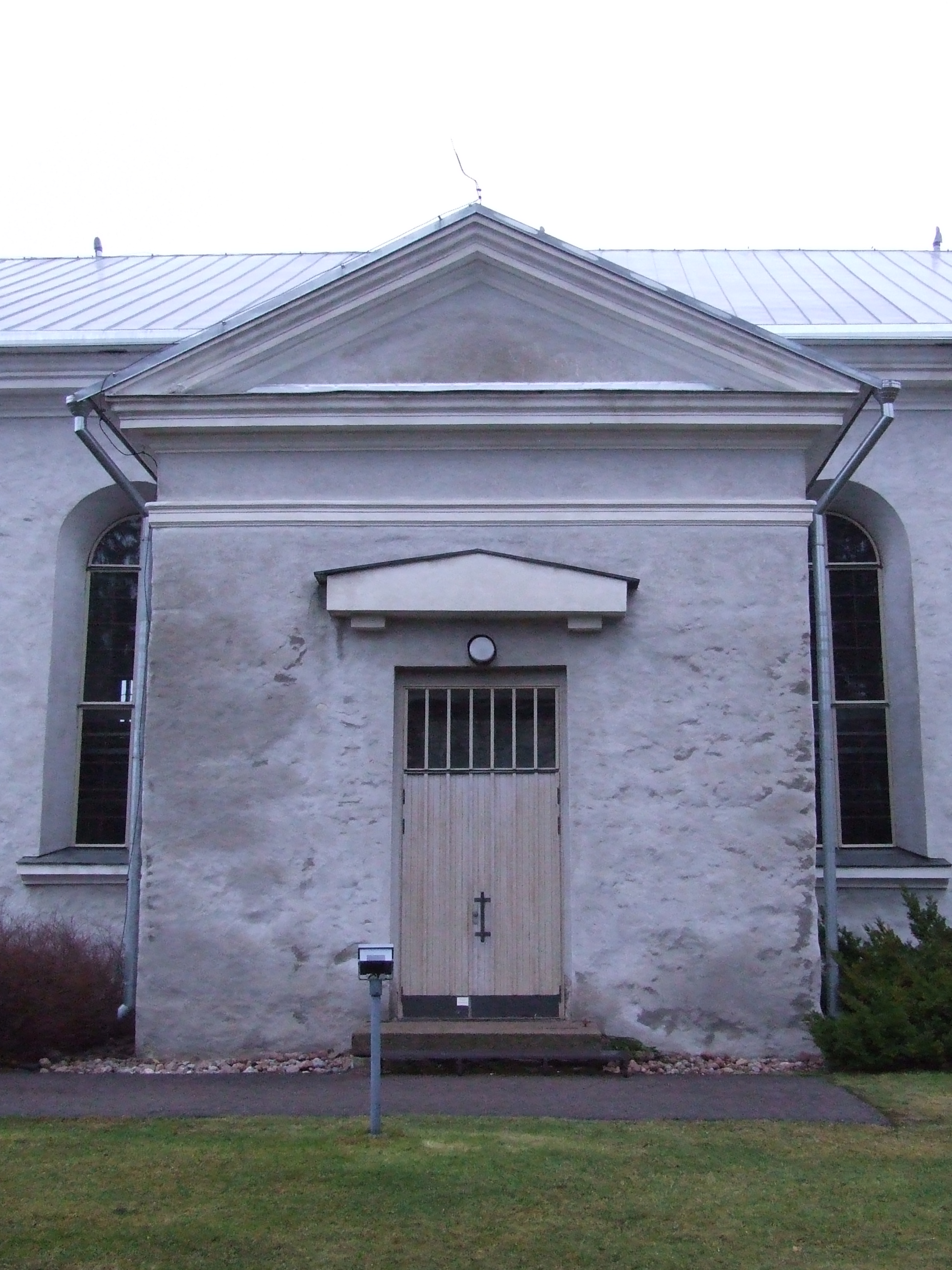
la salle d'armes.
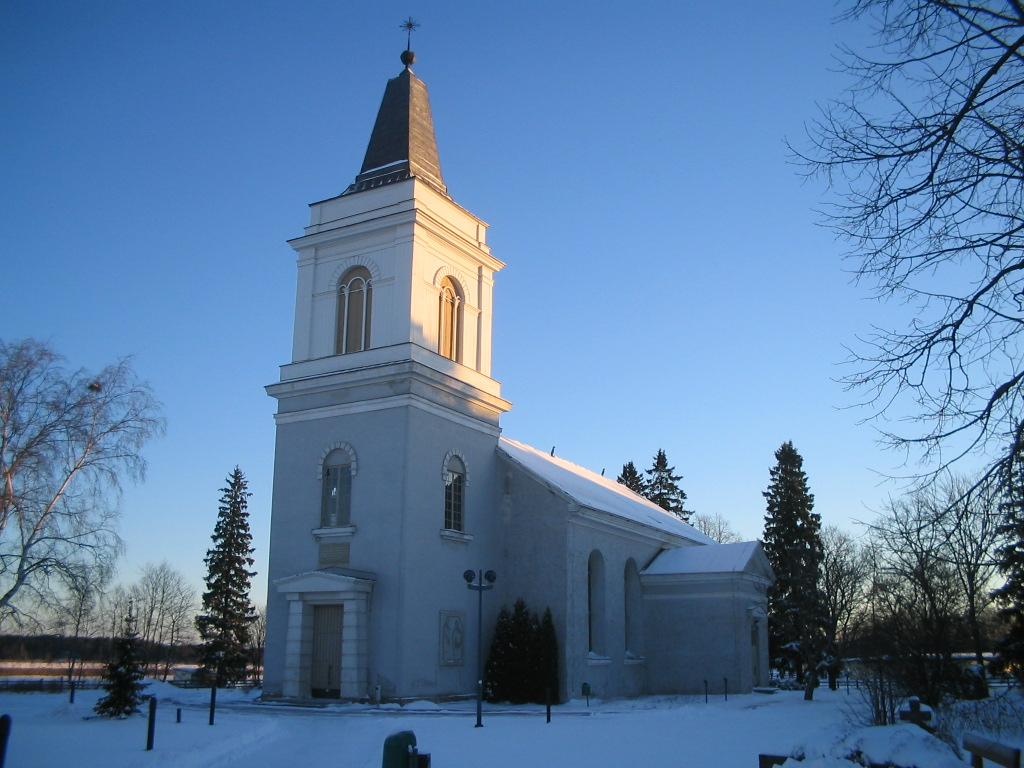
L'église en hiver.